# Angie Bowie
Pour les articles homonymes, voir Bowie.
Angie Bowie ou Angela Bowie, née Mary Angela Barnett, est une artiste américaine, née le 25 septembre 1949 à Áyios Dométios sur l'île de Chypre. 

## Biographie

### Enfance et Éducation
Angie Barnett est la fille d'un colonel américain, vétéran de la guerre du Pacifique qui une fois démobilisé dirige une mine à Chypre , et de sa femme Helen. 
Elle va à l'école à Chypre, en Suisse et au Royaume-Uni à l'Université de Kingston (alors nommée Kingston Polytechnic),,. Elle indique dans son livre autobiographie Free Spirit avoir été expulsée du Connecticut College (en) pour avoir eu une relation avec une femme,.

### Vie privée
Elle est surtout connue pour avoir été la première femme du chanteur britannique David Bowie, de leur mariage en 1970 à leur divorce en 1980.
Angie Bowie est la mère du réalisateur Duncan Jones.

## Publications
- (en) Angie Bowie, Free Spirit, Mushroom Books, 1981.
- (en) Angela Bowie, Backstage Passes : Life on the Wild Side with David Bowie, Jove Books, 1993.
- (en) Angela Bowie, Bisexuality, Harpenden, Pocket Essentials, 2002, 96 p. (ISBN 978-1-903047-91-0, OCLC 49299299).
- (en) Angie Bowie, Pop.Sex : Popular Sexuality, Tucson, 2013 (ISBN 978-1-4952-6777-2, OCLC 898724965).
- (en) Angie Barnett, Fancy Footwork : A Poetry Collection, Whamco Productions, 2015 (ISBN 978-1-5088-2455-8, OCLC 915080184).

## Cinéma
Elle est incarnée par Jena Malone dans le film biographique Stardust de Gabriel Range.